# Candona parvula
Candona parvula är en kräftdjursart som beskrevs av Georg Ossian Sars 1926. Candona parvula ingår i släktet Candona och familjen Candonidae. Inga underarter finns listade.